# アハマッド・レツカラハ
アハメッド・レツカラハ（Ahmad Rezkallah、1960年 - ）とはサウジアラビアのダンマームの死刑執行人である。
1980年に20歳で死刑執行人に就任し2009年現在、300人以上の死刑を執行した。そのうち70人は女性の死刑囚である。
剣による斬首刑を公開処刑で行っており、2003年に行われた公開処刑では1500人もの観衆が集った。